# 貝祖貽
貝祖貽（1893年—1982年12月27日），字淞蓀，生於大清帝國江蘇省蘇州府吳縣，銀行家，曾任中國銀行副總經理、常務董事，中華民國中央銀行總裁，英屬香港上海商業銀行董事長。

## 生平
其家族為吳縣富商世家，其父貝哉安曾參與創辦上海銀行，曾任蘇州總商會會長。貝祖貽自幼受私塾教育，1903年，至上海，就讀澄衷中學。1907年，考取蘇州東吳大學中學部，接受高中教育。畢業後與其妻莊氏成婚，1911年，進入河北唐山路礦學堂就讀。
1913年，至上海，任職漢冶萍煤鐵公司駐上海辦事處會計。1914年，至北京，任中國銀行北京總行司賬。1915年，調任中國銀行廣東分行，升任總會計師兼營業部主任。1917年，中國銀行設立香港分號，貝祖貽在1918年調任到香港分號，隔年（1919年），香港分號升格為分行。貝祖貽在香港分行期間，擴充了國外匯兌業務，因此得到中國銀行總行的嘉許，1924年獲得加薪。
宋子文任職廣東中央銀行行長時，因經費不足，向中國銀行商借，由貝祖詒負責，雙方建立良好關係。在國民革命軍北伐後，1927年，蔣介石在南京建立國民政府，要求中國銀行協助籌措政府經費，中國銀行上海分行經理宋漢章與蔣介石產生衝突，因為宋子文與貝祖詒關係良好，中國銀行總經理張嘉璈調任貝祖詒至上海，任上海分行經理。在宋子文出任國民政府財政部長後，將中國銀行總行由北平遷至南京，改組中國銀行，成為中華民國政府特許經營國際匯兌業務的銀行。1928年，貝祖詒成為中國銀行商股董事，出任中國銀行總行業務部主任，兼上海分行經理。
1931年，貝祖貽至歐洲考察銀行業務，在英國倫敦遇到繼室蔣士雲，兩人結婚。回國後，任中國銀行國外部與信託部經理。1932年，宋子文推動廢兩改元政策，貝祖詒參與推動，協助與英國匯豐銀行等外商銀行商借資金，以推動改革。
在抗日戰爭爆發後，中國銀行的國外部與信託部移至香港辦公，貝祖詒由上海至香港。1938年，貝祖詒任中國銀行副總經理，兼任上海分行經理。1941年，貝祖詒與宋漢章起草《中國銀行籌設簡易儲蓄處辦法綱要》，報總行核定後，在中國各地興辦簡易儲蓄處，以吸收民間小額存款，資助國民政府。同年，太平洋戰爭爆發，中國銀行駐港人員被移往重慶，貝祖詒一同前往。
1944年，貝祖詒任中國代表團成員，出席在布雷頓森林召開的國際貨幣基金組織會議。
第二次世界大戰結束後，1946年2月26日，貝祖詒被任命為中華民國中央銀行總裁。隨著國共內戰擴大，外匯短缺，中央銀行大量抛售黃金，1947年2月15日，因為黃金儲備不足，中央銀行停售黃金，引起輿論批評，宋子文請辭財政部長，貝祖詒下台，回任中國銀行副總經理，中央銀行總裁由張嘉璈出任。
1948年，貝祖詒帶全家赴美國，擔任中華民國駐華盛頓技術代表團團長，以爭取美援。卸任公職後，定居美國，出任美亞保險公司董事長、紐約斯泰公司顧問。1962年，任香港上海商業銀行董事長，1973年退休。
1982年，病逝美國紐約市。

## 家庭
其妻莊氏，其父曾任清朝國子監祭酒。1910年與貝祖詒結婚，婚後生有三子三女，長子貝聿銘。1929年，莊氏因癌症去世。
繼室蔣士雲，為蔣履福之女。1931年與貝祖詒結婚。